# Priorato di Inchmahome
Il Priorato di Inchmahome (in inglese Inchmahome Priory) è situato su Inchmahome (Inch significa isola), la più grande delle tre isole del Lago di Menteith, vicino Aberfoyle, in Scozia. Il nome Inchmahome deriva dal gaelico Innis MoCholmaig, che significa Isola di St. Colmaig.

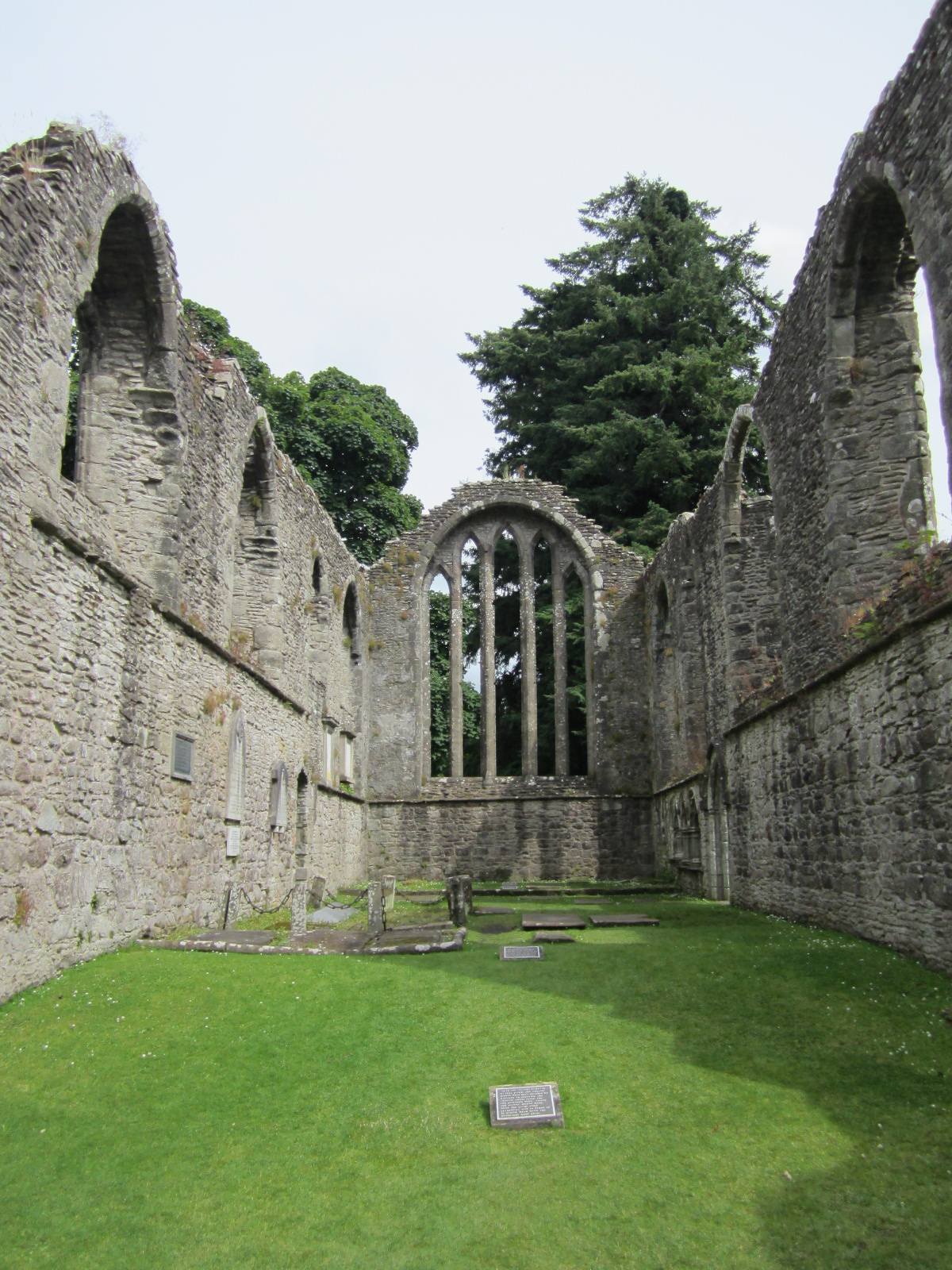
Inchmahome Priory

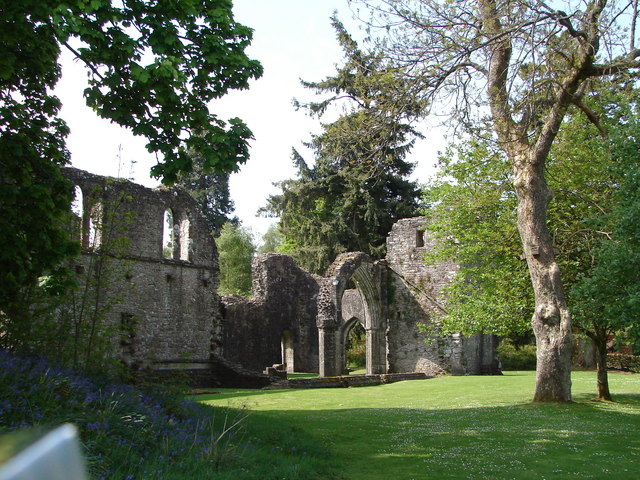
Inchmahome Priory

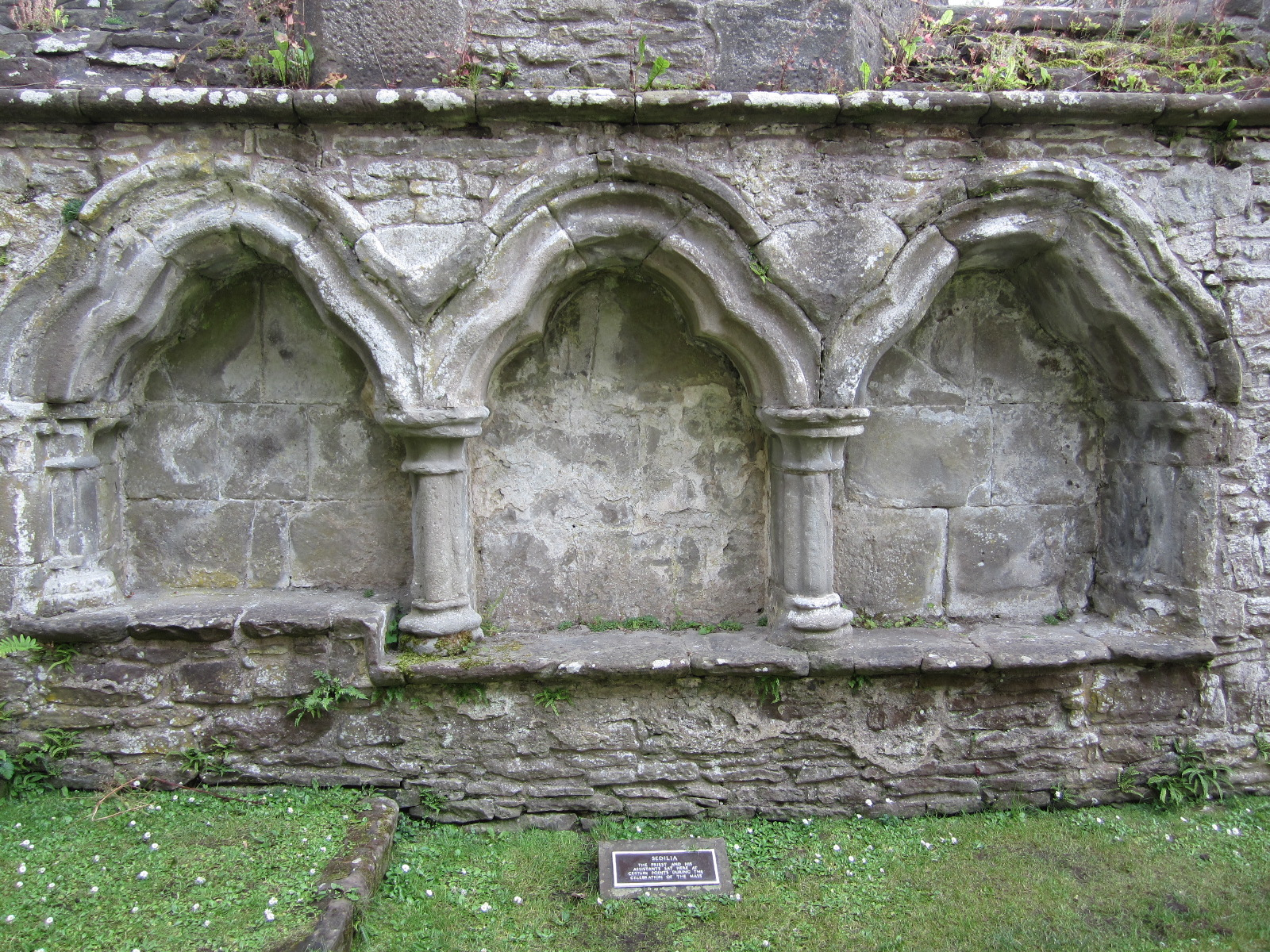
Inchmahome Priory

## Storia
Il priorato è stato fondato nel 1238 da Walter Comyn, Conte di Menteith, per una piccola comunità di frati Agostiniani. La famiglia Comyn, uno dei clan scozzesi più importanti dell'epoca, aveva una imponente tenuta su Inch Talla, un'altra delle isole del Lago di Menteith. Ci sono inoltre testimonianze della presenza di una chiesa precedente agli edifici del priorato sull'isola.
Il priorato nel corso della sua storia ha ricevuto importanti visitatori fra i quali Roberto I di Scozia, che lo visitò tre volte nel 1306, 1308 e 1310. Le sue visite erano motivate politicamente dal giuramento di fedeltà del primo priore a Edoardo I d'Inghilterra. Nel 1358 anche il futuro re Roberto II si trattenne presso il priorato. Nel 1547 servì da rifugio per Mary Stuart, che all'epoca aveva quattro anni, nascosta lì per alcune settimane in seguito alla disastrosa sconfitta delle armate scozzesi nella battaglia di Pinkie Cleugh, durante il conflitto noto con il nome di Brutale Corteggiamento.
Il declino degli ordini monastici nel XVI secolo fu affrettato quando gli abati e i priori divennero di fatto degli assegnatari dei possidenti terrieri locali, i quali spesso non ne condividevano gli obiettivi. Nel 1537, l'ufficio passò a Lord John Erskine, che successivamente divenne capo delle abbazie di Cambuskenneth e di Dryburgh. In seguito alla riforma scozzese non vennero ordinati nuovi preti, pertanto terre ed edifici religiosi passarono gradualmente in mani secolari, portando inevitabilmente al declino del priorato. Nel 1606 la proprietà passò alla famiglia Erskine e successivamente al Duca di Montrose. Il sesto Duca di Montrose ne trasferì la proprietà allo stato nel 1926.
Lo scrittore e politico nazionalista poi socialista Robert Bontine Cunninghame Graham e sua moglie Gabriela sono sepolti nelle rovine del coro del priorato, dove c'è inoltre una lapide commemorativa dedicata al suo erede e nipote, l'Ammiraglio Cunninghame Graham.

## Situazione attuale
Sebbene la maggior parte dei fabbricati siano ora in rovina, la struttura originale del XIII secolo è ancora parzialmente in piedi ed è ora curata dall'agenzia del governo scozzese Historic Scotland, che preserva ed effettua la manutenzione dell'importante sito storico. Le visite al sito, gestite da Historic Scotland, sono possibili da marzo a settembre usufruendo dell'imbarcazione che parte dal molo presente nella località di Port of Menteith.